# Francisco Calderón y Vargas
Francisco Calderón y Vargas, II conde de la Oliva de Plasencia (Valladolid, 7 de agosto de 1604-Oliva de Plasencia, 5 de diciembre de 1674) fue un noble y genealogista español, hijo primogénito de Rodrigo Calderón, favorito de Francisco de Sandoval y Rojas, I duque de Lerma; privado de Felipe III de España.

## Biografía
Fue el segundo de los vástagos del matrimonio formado por Rodrigo Calderón, conde de la Oliva de Plasencia e Inés de Vargas. Además, fruto de este matrimonio nacerían otros seis vástagos:
- María (1603-1607).
- Juan (1608-1614), muerto en la infancia y caballero y comendador de Vallaga y Almoguera en la orden de Calatrava.
- Miguel, (-1633) caballero y prior de Hibernia y bailío de las Nueve Villas de Campos en la orden de San Juan.[8] Militar, murió en los campos de batalla del Palatinado[1]
- María, muerta en la infancia.
- Elvira de Trejo y Calderón (1614-1616).
- Antonia María (1616) casada con Álvaro de Monroy.

Nació en Valladolid, en el momento en que esta ciudad era corte de Felipe III. Fue bautizado en la iglesia de san Julián el 7 de agosto de 1604.

En 1606 fue nombrado caballero de la orden de Alcántara. Durante su juventud, un lance ecuestre que protagonizó en el actual Campo del Moro (entonces conocido como el Parque del Alcázar) llegó a ser celebrado por Luis de Góngora en una décima titulada De una caída que dio de un caballo el conde de la Oliva en el parque:
Caballo que despediste
no solo un bello español,
mas con los rayos del Sol
la dura tierra barriste,
viste ya de plumas, viste,
que si en esto no sucedes
a la ave real, no puedes
debidamente llevallo,
que el águila aun es caballo
indigno de ganimedes.
En 1614, Felipe III autoriza la transmisión a Francisco del título de conde de la Oliva, como primogénito de su padre, recién nombrado marqués de Sieteiglesias.En este momento de gran privanza de su padre con el duque de Lerma, fue muy querido de este último. Hasta el punto que según el conde de Lemos sobrino carnal de Lerma, el valido de Felipe III:
siempre en público y en secreto, [llamaba a Francisco] sobrino a boca llena.
A inicios de la década de 1610 se concertó su matrimonio con Juana de Sandoval, hija de Antonio Pimentel, marqués de Távara. Este matrimonio finalmente no se llevaría a cabo. Así, en 1618, su abuelo Francisco Calderón y Aranda escribía a Rodrigo Calderón, sobre la posibilidad de matrimonios menos ilustres para su nieto e hijo:
con parientes no tan altos [quedará el conde de la Oliva] más contento, más estimado [y con] más perpetuidad y sucesión de vuestra casa.
Su padre barajaría otras cuatro candidatas para su hijo, entre las que se encontraban:
- María, hija de Antonio Alonso Pimentel y Quiñones, futuro VI conde-duque de Benavente.
- N, hija de Enrique Enríquez de Guzmán (f. 1617), conde de Alba de Liste.

En este mismo año Pedro Mantuano le dedica su obra: Casamiento de España y Francia, y viage del Duque de Lerma llevando la Reyna Christianissima Doña Ana de Austria al passo de Beobia, y trayendola Princesa de Asturias nuestra señora.
Tras el aparatoso proceso realizado a su padre, que llevó a su ajusticiamiento acusado de corrupción en 1621, Francisco se retiró de la corte. Dos años después el 20 de enero de 1623 Felipe IV restableció parcialmente a la familia, que había sido privada de sus títulos y bienes como consecuencia del proceso a Rodrigo Calderón. Felipe IV restauró el título de conde de la Oliva de Plasencia en Francisco Calderón y Vargas, así como el señorío de Siete Iglesias y el patronazgo del convento de Porta Coeli en Valladolid.
Después de su salida de la corte, pasó a vivir en Valladolid y posteriormente se retiró al palacio construido por sus padres en La Oliva de Plasencia.
Durante su vida fue uno de los genealogistas más reconocidos de España y llegó a reunir en su biblioteca alrededor de tres mil volúmenes. Así mismo, en su palacio de la Oliva guardaba antigüedades romanas. Según Salazar y Castro fue el autor de la parte genealógica de la obra Historia y anales de la ciudad y obispado de Plasencia. Refieren vidas de sus obispos, y de varones señalados en santidad, dignidad, letras y armas. Fundaciones de sus conventos y de otras obras pías escrita por Alonso Fernández y publicada en 1627.
Murió en 1674.

## Matrimonio y descendencia
Casó en Trujillo con doña Catalina de Cárdenas Chaves, hija de don Pedro Mesía de Chaves y doña Isabel Arias Maldonado, señora del Maderal. El matrimonio tendría dos hijos:
- Rodrigo Calderón, casado en Madrid con doña Baltasara de los Herreros, hija de don Alonso de los Herreros y doña Elena Cantarero y Chaves.
- Rodrigo Manuel de Sotomayor, casado en Trujillo con doña Juana de Herrero.

Sus hijos tuvieron un pleito entre el segundogénito y el primogénito por la posesión de un mayorazgo fundado por Juana de Sotomayor según poder del marido de esta, Alonso de Sotomayor, comendador de Villamayor, Caballero de la Orden de Santiago, consejero del Consejo de Guerra.
Así mismo, hacia 1630 tuvo una hija natural llamada Inés con una dama principal, hija a su vez del Santo Oficio. Inés sería criada por una tía segunda de Francisco Calderón, Francisca Calderón, siendo reconocida públicamente por su padre. Ingresaría en el convento de Porta Coeli de Valladolid (patronato de su padre) en 1644, profesando en 1646 como Sor Inés de los Santos.

## Títulos, órdenes y cargos

### Títulos
- II conde de la Oliva de Plasencia (1614-1621, 1623-1674)
- Señor de Sieteiglesias, Grimaldo, Corchuelas y Monfragüe.

### Órdenes
- Caballero de la Orden de Alcántara (1606)

### Cargos
- Paje del príncipe Felipe (futuro Felipe IV). (1614-1621)
- Alcaide de los alcázares de la Ciudad de Santa Fé y  del de Piñar.[21]

### Individuales
1. 1 2  Martínez Hernández, 2009, p. 322.
2. ↑  Martínez Hernández, 2009, pp. 81-82.
3. ↑  Fernandez, Alonso (1627). Historia y anales de la ciudad y obispado de Plasencia. Por Juan Gonçalez, a costa de la ciudad, y de la santa iglesia de Plasencia. p. 194. Consultado el 18 de agosto de 2023.
4. ↑  Gándara, Felipe de la (1661). Descripcion origen ... de la ... casa de Calderon de la Barca. p. 23. Consultado el 30 de abril de 2023.
5. ↑  López de Haro, Alonso (1622). Nobiliario Genealogico De Los Reyes Y Titulos De España. Por la Viuda de Fernando Correa de Montenegro. p. 419. Consultado el 30 de abril de 2023.
6. ↑  López de Haro, Alonso (1622). Nobiliario genealogico de los reyes y titulos de España. Dirigido a la magestaddel rey don Felipe Quarto nuestro senor. Compuesto por Alonso Lopez de Haro, .. I. p. 419. Consultado el 1 de mayo de 2023.
7. ↑  Salazar, Luis de (1697). Historia genealogica de la casa de Lara. en la Imprenta Real : por Mateo de Llanos y Guzman. p. 440. Consultado el 1 de mayo de 2023.
8. ↑  Gil, Alejandro Matías (1877). Las siete centurias de la ciudad de Alfonso VIII: recuerdos históricos de la m.n. y m.l. Ciudad de Plasencia, en Extremadura, desde los tiempos de su fundación hasta el presente siglo. E. Pinto Sanchez. p. 201. Consultado el 1 de mayo de 2023.
9. ↑  Martínez Hernández, 2009, p. 83.
10. ↑  Cardenas, Jesus Maria Ponce (1 de enero de 2018). La mitología en las décimas de Góngora: Texto y contexto. Consultado el 18 de agosto de 2023.
11. ↑  Martínez Hernández, 2009, p. 189.
12. ↑  citado enMartínez Hernández, 2009, p. 196
13. ↑  Martínez Hernández, 2009, p. 220.
14. ↑  citado enMartínez Hernández, 2009, p. 199
15. ↑  Martínez Hernández, 2009, pp. 225-226.
16. ↑  Mantuano, Pedro (1618). Casamientos de España y Francia, y viage del Duque de Lerma llevando la Reyna Christianissima Doña Ana de Austria al passo de Beobia, y trayendola Princesa de Asturias nuestra señora. Consultado el 18 de agosto de 2023.
17. ↑  Gascón de Torquemada, 1991, p. 141.
18. ↑  «Catálogo Subasta Jueves, 16 de enero de 2014». El Remate: 12. Enero de 2014. «81 Cáceres. Fernández, Alonso. Historia y anales de la ciudad y obispado de Plasencia. Refieren vidas de sus obispos, y
de varones señalados en santidad, dignidad, letras y armas.
Fundaciones de sus conventos y de otras obras pías. Madrid,
Juan González, 1627. Folio. 4 h, 336 p, 8 h. Pergamino de
época. Salvá 2938: Según Salazar y Castro de su biblioteca, la
parte genealógica de estos escelentes anales se puede tener por
el Conde de la Oliva, D. Francisco Calderón y Vargas; y en la
otra parte, de la misma obra, repite el mismo Salazar que las
noticias genealógicas se las participó al autor ó las corrigió
dicho Conde. # Palau 87794.»
19. ↑  Vargas, Luis de (1700). Por Don Rodrigo Manuel de Sotomayor, hijo segundo del Conde de la Oliua D. Francisco Calderon. Con D.Rodrigo Calderon, su hermano legitimo, Conde actual de la Oliua, y primogenito del dicho Conde Don Francisco. Sobre La tenura, y administración del mayorazgo que fundò Doña Iuana de Sotomayor, bienes, y rentas dèl, y de sus agregados, por otra fundación hecha por D. Isabel de Zarate, en virtud de poder que para ello tuvo de D. Alonso de Sotomayor, Comendador de Villamayor, Cavallero del Orden de Santiago, del Consejo de su Magestad en el de Guerra, su marido. Consultado el 18 de agosto de 2023.
20. ↑  Martí y Monsó, Agosto de 1909, p. 181.
21. ↑  Salazar y Castro, Luis de (1697). «Capítulo IX. D. Ruy Gil de Villalobos…». Historia genealogica de la Casa de Lara justificada con instrumentos y escritores de inviolable fo III. Mateo de Llanos y Guzman. p. 440. Consultado el 18 de agosto de 2023.